# Великое поколение

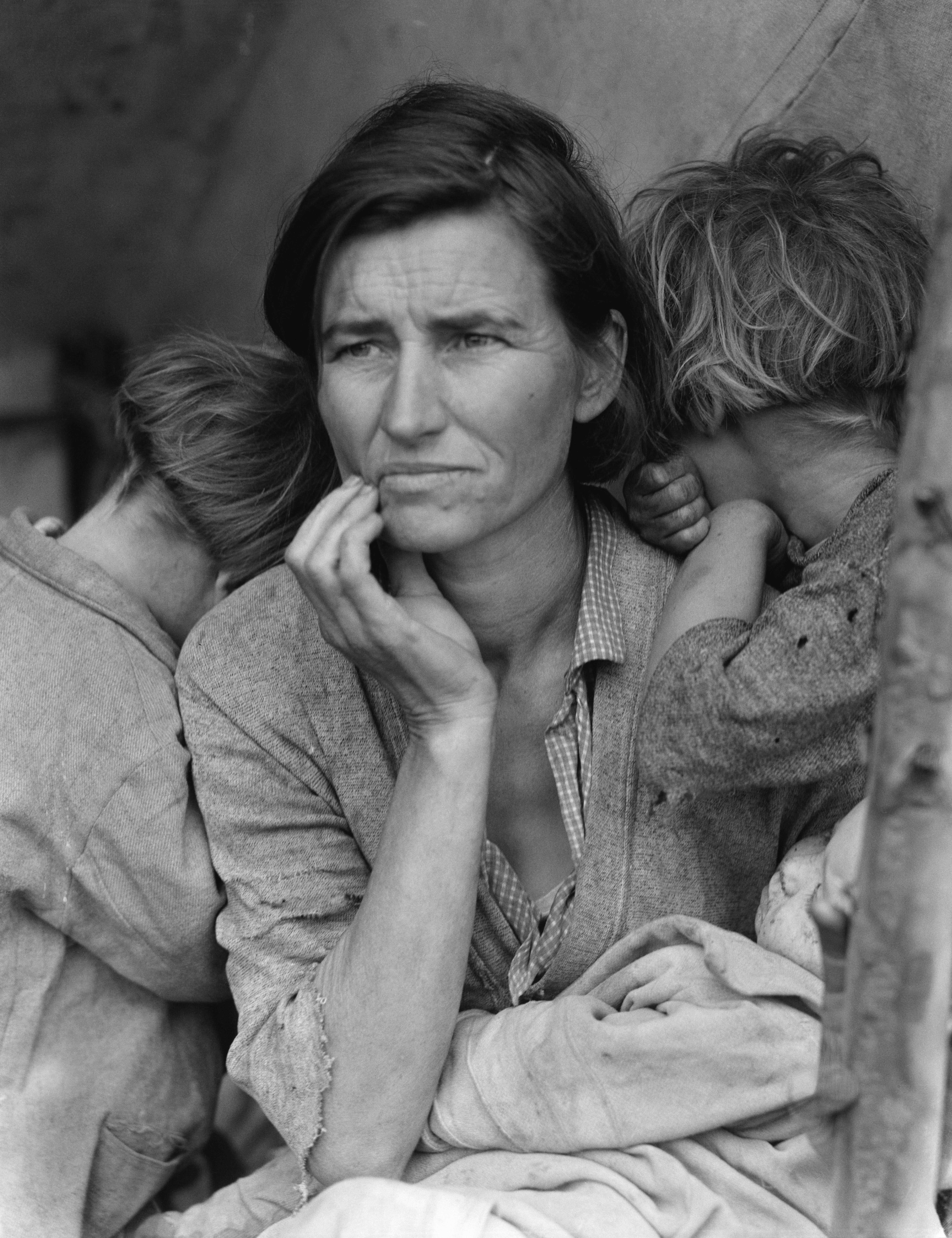
Ланге-Мать-мигрантка (1930-е)

Великое поколение, иногда «Величайшее поколение» (англ. The Greatest Generation) — собирательное название, данное американским журналистом Томом Брокау поколению американцев, которые воспитывались во времена Великой депрессии и затем участвовали в боях Второй мировой войны либо же трудились в тылу во имя общей победы Союзников. К великому поколению относятся люди, рождённые в 1900—1927 годах (по другой версии, в 1901—1919 годах). 

Схема одной из трактовок теории поколений, по данным Pew Research Center. Тёмно-зелёным цветом отмечено Великое поколение

Термин был предложен Томом Брокау в 1998 году как название его книги, в которой рассказывалось о некоторых представителях этого поколения: идея была навеяна празднованием 40-й годовщины высадки союзных войск в Нормандии. Брокау писал в книге: «Оно, как я считаю — величайшее поколение, когда-либо порождённое обществом». По мнению Брокау, никто из мужчин и женщин этого поколения не сражался за славу и признание; они боролись именно за правое дело.